# Patriotic Songs for Children
Patriotic Songs for Children – album muzyczny składający się z trzech płyt gramofonowych, zawierający piosenki patriotyczne nagrane przez Binga Crosby’ego i Franka Luthera, wydany w 1939 roku przez wytwórnię Decca Records z numerem katalogowym A-50.

## Lista utworów
Utwory znalazły się na 3-płytowym, 78-obrotowym albumie, Decca Album No. A-50.
Płyta 1: (2400)
1. „God Bless America” – Bing Crosby, nagrany 22 marca 1939
2. „The Star-Spangled Banner” – Bing Crosby, nagrany 22 marca 1939

Płyta 2: (2476)
1. „America” – Frank Luther, nagrany 1 maja 1939
2. „America the Beautiful” – Frank Luther, nagrany 1 maja 1939

Płyta 3: (2477)
1. „Hail, Columbia” – Frank Luther, nagrany 1 maja 1939
2. „Columbia, the Gem of the Ocean” – Frank Luther, nagrany 1 maja 1939